# 아제르바이잔의 총리

아제르바이잔의 국장

아제르바이잔 공화국의 총리(아제르바이잔어: Azərbaycan Baş nazirlərinin siyahısı)는 아제르바이잔의 정부수반이다. 현재 총리는 알리 아사도프이다. 아제르바이잔은 헌법상 이원집정부제이지만 총리는 대통령에 의해 임명되며 대통령이 총리의 명령을 거부할 수 있다.

## 같이 보기
- 아제르바이잔의 대통령